# اوکامه-زاکورا
اوکامه-زاکورا (به ژاپنی: オカメザクラ) با نام علمی (Prunus incamp cv. Okame) یک نوع درخت ساکورا است. محقق انگلیسی به نام اینگرام (Ingram) این گونه را از پیوند دو گونهٔ کانهی-زاکورا و مامه-زاکورا به وجود آورده‌است به همین علت نام این گونه از حروف اول دو گونهٔ مادر ریشه گرفته‌است. روی شکوفه به طرف پایین است و همین ویژگی آن را متمایز می‌کند. شکوفایی گل زودتر از دیگر انواع و در اواخر ماه فوریه و اوائل ماه مارس است.

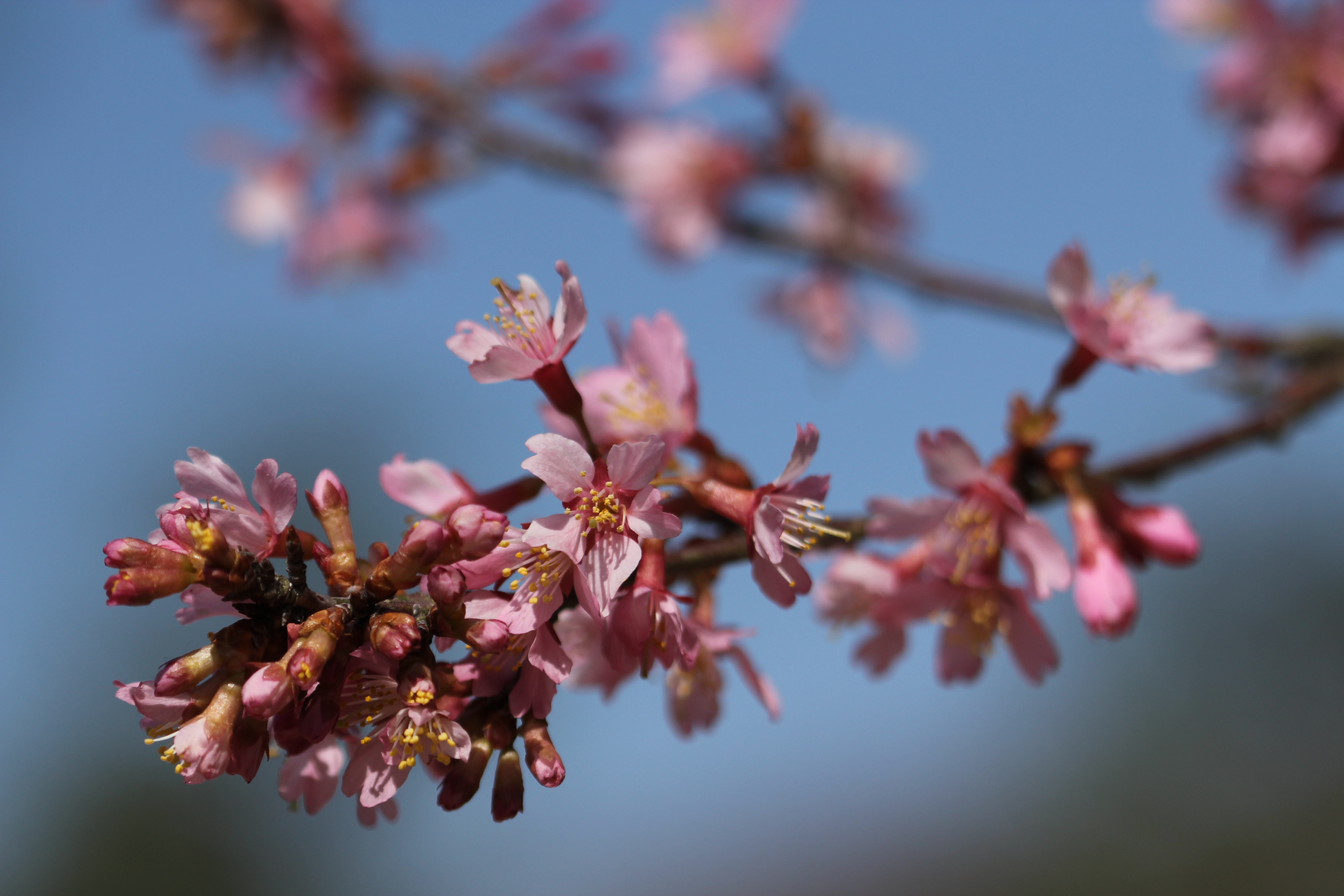
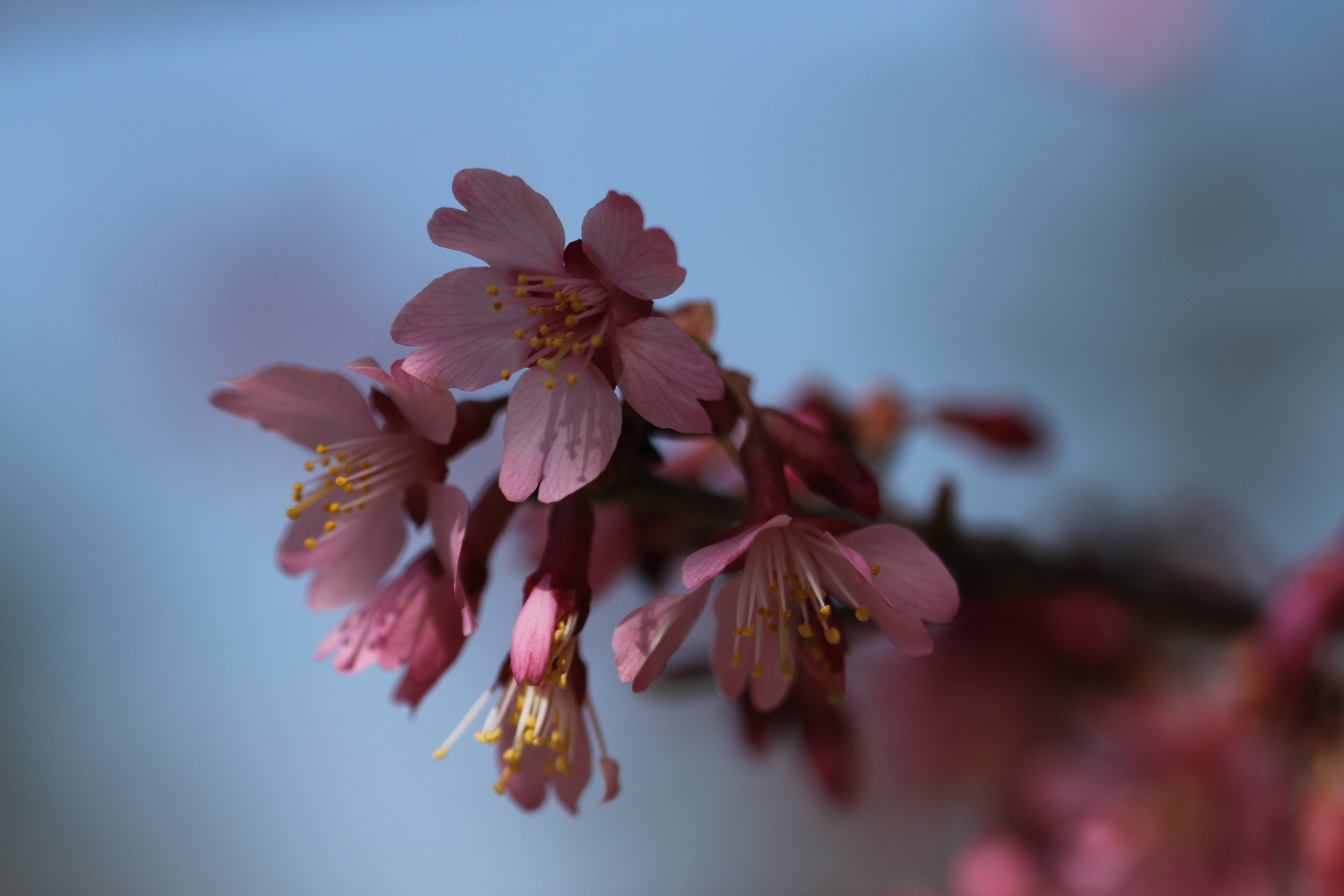